# Heart and Soul (Joy Division)
Heart and Soul è un boxset del gruppo post-punk inglese Joy Division, pubblicato nel 1997.

## Tracce
Disco 1: Unknown Pleasures Plus
1. Digital – 2:53
2. Glass – 3:56
3. Disorder – 3:31
4. Day of the Lords – 4:49
5. Candidate – 3:05
6. Insight – 4:28
7. New Dawn Fades – 4:48
8. She's Lost Control – 3:56
9. Shadowplay – 3:55
10. Wilderness – 2:38
11. Interzone – 2:16
12. I Remember Nothing – 5:56
13. Ice Age – 2:25
14. Exercise One – 3:08
15. Transmission – 3:37
16. Novelty – 4:01
17. The Kill – 2:16
18. The Only Mistake – 4:19
19. Something Must Break – 2:53
20. Autosuggestion – 6:10
21. From Safety to Where...? – 2:27

Disco 2: Closer Plus
1. She's Lost Control (12" version) – 4:57
2. Sound of Music – 3:55
3. Atmosphere – 4:11
4. Dead Souls – 4:57
5. Komakino – 3:54
6. Incubation – 2:52
7. Atrocity Exhibition – 6:05
8. Isolation – 2:52
9. Passover – 4:46
10. Colony – 3:55
11. A Means to an End – 4:07
12. Heart and Soul – 5:51
13. Twenty Four Hours – 4:26
14. The Eternal – 6:07
15. Decades – 6:13
16. Love Will Tear Us Apart – 3:27
17. These Days – 3:26

Disco 3: Rarities
1. Warsaw – 2:26
2. No Love Lost – 3:42
3. Leaders of Men – 2:34
4. Failures – 3:44
5. The Drawback (Demo) – 1:46
6. Interzone (Demo) – 2:11
7. Shadowplay (Demo) – 4:10
8. Exercise One (Peel Session) – 2:28
9. Insight (Demo) – 4:05
10. Glass (Demo) – 3:29
11. Transmission (Demo) – 3:51
12. Dead Souls (Outtake) – 4:55
13. Something Must Break (Rough Mix)  – 2:53
14. Ice Age (Demo) – 2:36
15. Walked in Line (Rough Mix) – 2:46
16. These Days (Piccadilly Radio Session) – 3:27
17. Candidate (Piccadilly Radio Session) – 1:57
18. The Only Mistake (Piccadilly Radio Session) – 3:43
19. Chance (Atmosphere) (Piccadilly Radio Session) – 4:54
20. Love Will Tear Us Apart (Peel Session) – 3:22
21. Colony (Peel Session) – 4:03
22. As You Said – 2:01
23. Ceremony (Demo) – 4:57
24. In a Lonely Place (Detail) (Demo) – 2:26

Disco 4: Live
1. Dead Souls (live) – 4:17
2. The Only Mistake (live) – 4:04
3. Insight (live) – 3:48
4. Candidate (live) – 2:03
5. Wilderness (live) – 2:27
6. She's Lost Control (live) – 3:38
7. Disorder (live) – 3:12
8. Interzone (live) – 2:03
9. Atrocity Exhibition (live) – 5:52
10. Novelty (live) – 4:27
11. Autosuggestion (live) – 4:05
12. I Remember Nothing (live) – 5:53
13. Colony (live) – 3:53
14. These Days (live) – 3:38
15. Incubation (live) – 3:36
16. The Eternal (live) – 6:33
17. Heart and Soul (live) – 4:56
18. Isolation (live) – 3:09
19. She's Lost Control (live) – 5:30